# HD26445
HD26445 — хімічно пекулярна зоря спектрального класу A0, що має видиму зоряну величину в смузі V приблизно  8,8.
Вона  розташована на відстані близько 713,7 світлових років від Сонця.

## Пекулярний хімічний вміст
Зоряна атмосфера HD26445 має підвищений вміст 
Si
.